# Vaccinium elegans
Vaccinium elegans är en ljungväxtart som beskrevs av Adolph Daniel Edward Elmer. Vaccinium elegans ingår i Blåbärssläktet, och familjen ljungväxter. Inga underarter finns listade i Catalogue of Life.